# 寧波府
寧波府（ねいはふ）は、中国にかつて存在した府。明代から民国初年にかけて、現在の浙江省寧波市一帯に設置された。

## 概要
1381年（洪武14年）、明により明州府は寧波府と改称された。寧波府は浙江省に属し、鄞・奉化・慈谿・定海・象山の5県を管轄した。
清のとき、寧波府は浙江省に属し、鄞・奉化・慈谿・鎮海・象山・定海・南田庁・石浦庁の2庁6県を管轄した。
1913年、中華民国により寧波府は廃止された。